# Fyrstendømmet Rügen
Fyrstedømmet Rygien var et dansk fyrstedømme bestående af øen Rügen og det nærtliggende fastland fra 1168 til 1325. Området blev styret af et lokalt dynasti af prinser fra dynastiet Wizlawiden (Huset Wizlaw). I dele af perioden var Rygien en del af det Tysk-romerske rige.

## Dansk erobring og omvending
Rani-folket plyndrede sammen med de øvrige vendere i 1000- og 1100-tallet jævnligt de danske kyster som sørøvere. Dette satte Valdemar den Store en stopper for i 1168, da Rani-folkets hovedfæstning i Arkona blev erobret, og de øvrige tilbageværende vendiske lande blev lagt under den danske konge som Fyrstedømmet Rygien.
Udover at stoppe sørøveriet og erobringen af land var kampagnen ligeledes et korstog for at omvende de hedenske vendere til Kristendommen. Ved erobringen blev en stor træfigur af den vendiske gud Svantevit samt klostre og kirker ødelagt. Venderne blev efterfølgende omvendt til Kristendommen.

## Under dansk styre
Det nu danske fyrstedømme Rygien fungerede ikke kun som et brohoved for yderligere dansk ekspansion ind i vendernes lande, men Raniske styrker engagerede sig også i Circipanien og områder erobret af Pommerns Wartislaw 1. i 1120'erne. Efter Pommern var blevet en del af det Tysk-romerske rige i 1181, sendte de en flåde ud i 1184 for ligeledes at lægge Rügen ind under riget. Et kombineret dansk og Ranisk modangreb ødelagde den pommerske flåde i Greifswaldbugten, hvilket gav dansk adgang til hele den vendiske østersøkyst og gjorde Danmark til den dominerende magt indtil 1227. I dette år tabte Danmark ved Slaget ved Bornhöved igen alt vendisk land på nær øen Rügen. 1325 uddøde Rügens fyrsteslægt, og Pommern vandt de to Rügiske Arvefølgekrige. Kirkeligt lå vasalstaten under Roskilde-bispen.

## Militære ekspeditioner
Efter den danske erobring i 1168 blev den rygiske fyrste en værdifuld allieret for danskerne, og han deltog i mange succesfulde danske ekspeditioner, herunder i 1259, hvor de hjalp Christoffer I i borgerkrigen ved at erobre København, samt ved at plyndre i Skåne og på Lolland.